# 吴法鼎

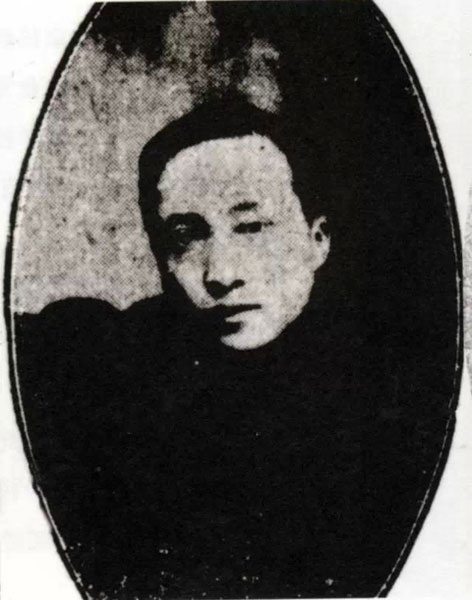
吴法鼎

吴法鼎（1883年—1924年）字新吾，河南信阳人。中华民国画家。

## 生平
1903年，吴法鼎考入北京“译学馆”，学习经济及法文。1911年，由河南省选派到法国留学，起初学习法律，后入巴黎高等美术学院学习油画，成为中国到法国学习西洋画的第一人。
1919年夏，吴法鼎归国，在上海从事艺术活动。同年冬，受聘成为北京大学画法研究会西画导师。1920年，任北京艺术专门学校教授兼教务长。
1922年10月，吴法鼎、刘海粟、汪亚尘、王济远、李超士、张辰伯等人在上海举办了“洋画作品联展”。1923年，由于北京艺术专门学校发生风潮，吴法鼎辞职，应聘出任上海美术专科学校教授兼教务长。 1924年2月2日，在开往北京的火车上，吴法鼎因脑溢血逝世，享年41岁。

## 作品
吴法鼎的代表画作有《雨》、《雷峰》、《旗装妇女肖像》、《青龙桥英雄》等，传世作品有油画《风景》、《海滨》，中国画《打猎图》（均收藏于中国美术馆）等。